# Changde
Changde is een stad in de gelijknamige prefectuur in het noorden van de zuidelijke provincie Hunan, Volksrepubliek China. De lokale bevolking spreekt het Changde-dialect.
Bij de volkstelling van 2020 had de stad 1.100.719 Inwoners, de gehele prefectuur had 5.279.102 Inwoners.

## Geboren
- Ding Ling (Linli, 1904-1986), schrijfster
- Zhou Chengzhou (Wulin 1982-), Chinees kunstenaar